# تپه مسکین‌آباد
تپه مسکین آباد مربوط به دوره تیموریان تا اوایل دوره قاجار است و در شهرستان نظرآباد، بخش مرکزی، دهستان احمدآباد، روستای مسکین آباد واقع شده و این اثر در تاریخ ۲۷ آبان ۱۳۸۶ با شمارهٔ ثبت ۲۰۲۴۷ به‌عنوان یکی از آثار ملی ایران به ثبت رسیده است.